# Tyr

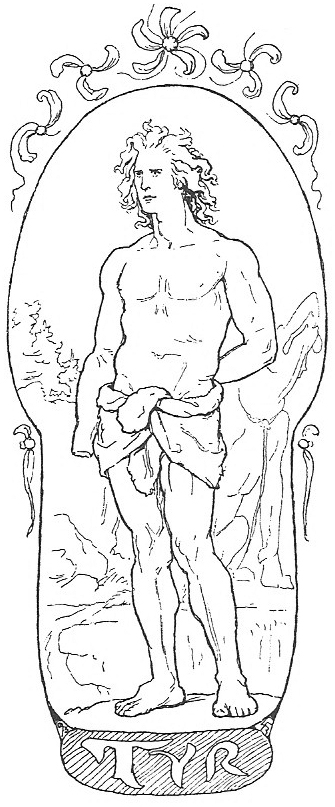
"Týr" bởi Lorenz Frølich (1895).

Trong thần thoại Bắc Âu, Tyr hay Týr là thần của những trận đấu tay đôi, chiến thắng, và hào quang anh hùng. Tuy nhiều học giả cho rằng Tyr từng là một vị thần lớn, Tyr không xuất hiện nhiều trong truyền thuyết. Tyr là con trai của Odin.
Theo như truyện thơ, và văn xuôi Edda, các vị thần nuôi con sói Fenrir (con của tên khổng lồ Loki) để giữ nhà, nhưng do nó rất to lớn và hung dữ, không ai dám cho ăn. Hàng ngày thần Tyr cho Fenrir ăn, và con sói ngày càng to lớn. Khi các vị thần biết được lời tiên tri rằng chính con sói sẽ đem lại ngày tận thế, họ tìm cách cột nó lại. Họ lừa con sói chơi một trò chơi, nếu nó giật đứt được sợi xích thì thắng. Nhưng con sói liên tiếp giật đứt hai sợi dây xích được làm bởi các vị thần. Cuối cùng, một sợi xích tên Gleipnir được làm ra, nhưng con sói nói rằng phải có ai đó đặt tay vào mồm nó để chắc rằng nếu nó không giật đứt được sợi dây này thì nó sẽ cắn đứt tay người đó. Các vị thần nhìn nhau và không ai muốn xa bàn tay của mình cả. Cuối cùng Tyr đặt bàn tay vào mồm con sói, trong khi các vị thần cột nó lại. Con sói vùng vẫy nhưng không thể thoát ra được. Các vị thần đều vui mừng cười lớn, chỉ có Tyr không vui vì từ đó ông chỉ còn một cánh tay. Fenrir sẽ bị cột lại cho đến ngày Ragnarok.
Theo phiên bản văn xuôi của Ragnarok, định mệnh của Tyr là cùng chết với con chó địa ngục Garm của thần chết Hel. Tuy nhiên, trong hai phiên bản thơ, vị thần không được nhắc đến.
Trong Lokasenna (cuộc ẩu đả của Loki), Tyr bị chế giễu vì bị Loki cắm sừng, có lẽ vị thần này đã từng có vợ ở một thời điểm nào đó.
Trong tiếng Anh, thứ Ba là "Ngày của Tyr" (Tuesday), dịch từ tiếng Latin "Ngày của Mars".